# Team Corratec/Saison 2022
Dieser Artikel beschreibt die Mannschaft und die Siege des Radsportteams Corratec in der Saison 2022 auf.

## Mannschaft
| Teamkader 2022                    | Teamkader 2022    | Teamkader 2022 | Teamkader 2022                                  |
| Name                              | Geburtsdatum      | Land           | Vorheriges Team                                 |
| --------------------------------- | ----------------- | -------------- | ----------------------------------------------- |
| Matteo Amella                     | 26. Oktober 2001  | Italien        | SC Valle Seriana-Cene ASD (2021)                |
| Preslav Balabanov                 | 9. Januar 2001    | Bulgarien      |                                                 |
| Davide Baldaccini                 | 22. Mai 1998      | Italien        | Petroli Firenze-Hopplà-Don Camillo (2021)       |
| Nicolò De Lisi (1. Jun.–31. Dez.) | 7. Januar 2001    | Schweiz        | Beltrami TSA-Tre Colli (2021)                   |
| Stefano Gandin                    | 28. März 1996     | Italien        | Zalf Euromobil Fior (2021)                      |
| Lorenzo Iacchi                    | 4. Juli 2003      | Italien        | Team Franco Ballerini (2021)                    |
| Luca Marziale                     | 11. Januar 2002   | Italien        | Aran Cucine Vejus (2021)                        |
| Giulio Masotto                    | 14. Mai 1999      | Italien        | Zalf Euromobil Fior (2021)                      |
| Marco Murgano                     | 29. März 1998     | Italien        | Casillo-Petroli Firenze-Hopplà (2020)           |
| Simone Olivero                    | 29. April 2001    | Italien        | Vigor Cycling Team (2021)                       |
| Jose Pitti                        | 3. Juli 2003      | Panama         |                                                 |
| Dušan Rajović                     | 19. November 1997 | Serbien        | Delko (2021)                                    |
| Jan Stöckli (1. Feb.–31. Dez.)    | 8. Januar 1999    | Schweiz        | Team KIBAG-OBOR-CKT (2021)                      |
| Veljko Stojnić                    | 4. Februar 1999   | Serbien        | Vini Zabù (2021)                                |
| Óscar Téllez (1. Jan.–23. Jun.)   | 21. Januar 2001   | Kolumbien      | Colombia Tierra de Atletas-GW Bicicletas (2021) |
| Manuel Zobrist (1. Feb.–31. Dez.) | 8. März 1997      | Schweiz        | Akros-Excelsior-Thömus (2020)                   |
|                                   |                   |                |                                                 |
| Quelle: ProCyclingStats           |                   |                |                                                 |

## Siege
| Siege    | Siege                                                  | Siege      | Siege  | Siege          | Siege |
| Datum    | Rennen                                                 | Staat      | Klasse | Sieger         |       |
| -------- | ------------------------------------------------------ | ---------- | ------ | -------------- | ----- |
| 17. Jan. | Vuelta al Táchira, 2. Etappe                           | Venezuela  | 2.2    | Dušan Rajović  |       |
| 11. Feb. | Tour of Antalya, 2. Etappe                             | Türkei     | 2.1    | Dušan Rajović  |       |
| 6. Mär.  | Poreč Trophy                                           | Kroatien   | 1.2    | Dušan Rajović  |       |
| 24. Jun. | Serbische Meisterschaften, Einzelzeitfahren der Männer | Serbien    | CN     | Dušan Rajović  |       |
| 26. Jun. | Serbische Meisterschaften, Straßenrennen der Männer    | Serbien    | CN     | Dušan Rajović  |       |
| 5. Jul.  | Sibiu Cycling Tour, 3. B Etappe                        | Rumänien   | 2.1    | Stefano Gandin |       |
| 8. Aug.  | Tour de Guadeloupe, 4. Etappe                          | Frankreich | 2.2    | Veljko Stojnić |       |